# Maria Eis

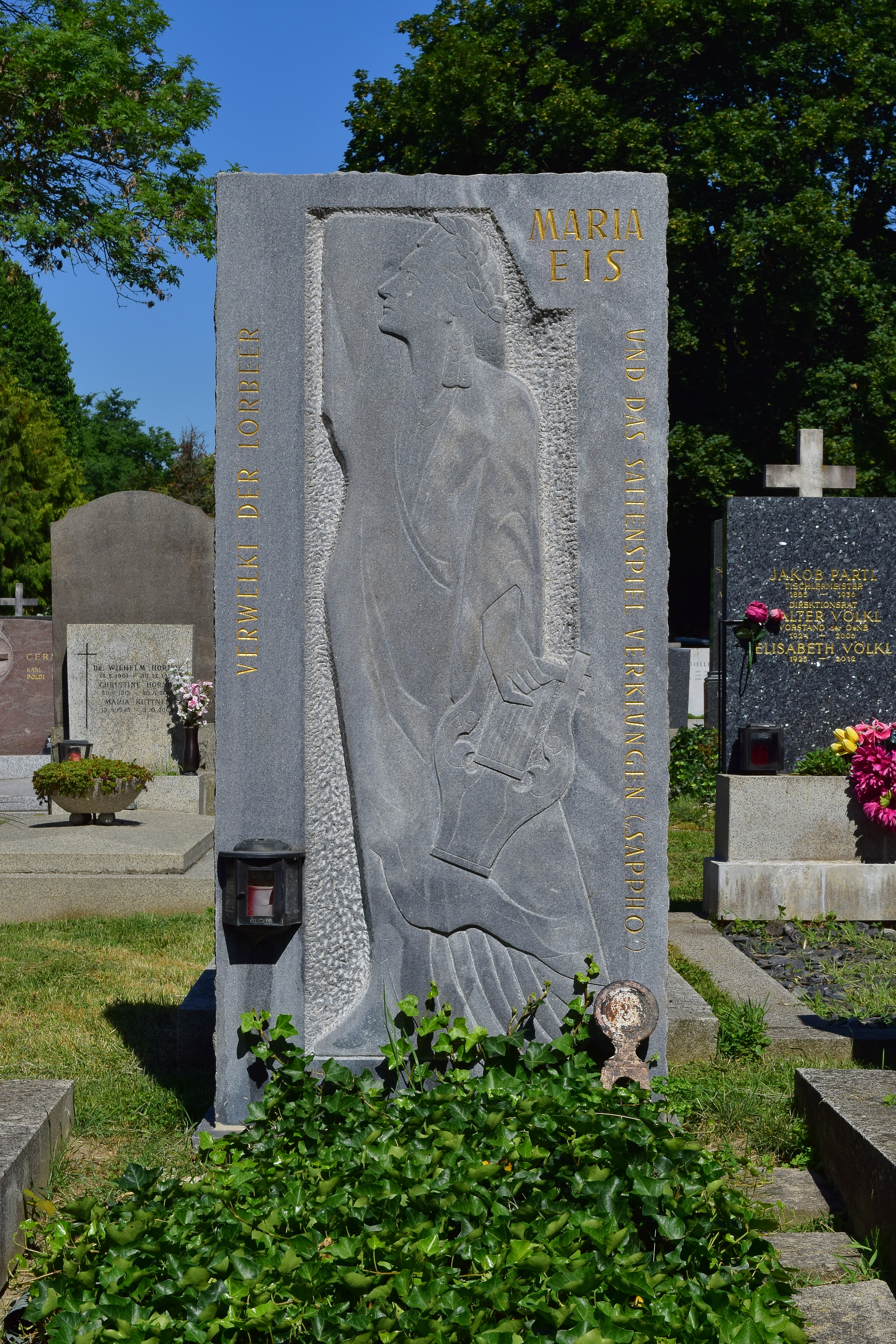
Tumba de Maria Eis

Maria Eis (Praga, 22 de febrero de 1896-Viena, 18 de diciembre de 1954) fue una actriz teatral y cinematográfica austriaca.

## Biografía
Nació en Praga, en la actual República Checa, entre 1918 y 1923 actuó en Viena en el Neue Wiener Bühne, el Renaissancebühne y el Wiener Kammerspiele. Posteriormente, Maria Eis fue a Hamburgo, actuando allí hasta 1932 en el Teatro Thalia de Hamburgo y el Deutsches Schauspielhaus. De vuelta a Viena, inició una brillante carrera teatral en el Burgtheater, del cual formó parte hasta el momento de su muerte. Merecen mención especial sus interpretaciones como Isabel I, Lady Macbeth, Safo, Ifigenia y Medea.
A partir de 1935, Maria Eis fue también actriz cinematográfica, participando en más de dos docenas de largometrajes.
Tras el Anschluss en 1938, solamente podía actuar con un permiso especial, pues estaba casada con un „medio judío“. Eis dio escondite temporal en su domicilio al apuntador del teatro, Maximilian  Blumenthal, pero éste fue deportado a un campo de exterminio el 5 de marzo de 1941, mientras que su esposa, Anna, fue enviada en octubre de 1942 al campo Maly Trostenets.
Maria Eis se casó en tres ocasiones, y en 1940 tuvo un hijo, Heinrich (o Heiki Eis), que entre los 5 y 11 años de edad desempeñó numerosos papeles teatrales, interpretando un papel destacado en la película Gottes Engel sind überall en 1947, actuando junto a Attila Hörbiger.
Maria Eis falleció en Viena, Austria, en 1954. Fue enterrada en el Cementerio central de Viena.

## Filmografía
- 1935 : Episode
- 1940 : Liebe ist zollfrei
- 1941 : Tanz mit dem Kaiser
- 1947 : Gottes Engel sind überall
- 1948 : Der Prozeß
- 1948 : Liebling der Welt
- 1949 : Geheimnisvolle Tiefe
- 1949 : Duell mit dem Tod
- 1950 : Gruß und Kuß aus der Wachau
- 1951 : Maria Theresia
- 1951 : Das Herz einer Frau
- 1952 : Der Verschwender
- 1952 : Wienerinnen im Schatten der Großstadt
- 1953 : Flucht ins Schilf
- 1953 : Franz Schubert – Ein Leben in zwei Sätzen
- 1953 : Pünktchen und Anton
- 1954 : Ewiger Walzer
- 1954 : Weg in die Vergangenheit
- 1954 : Das Licht der Liebe